# Vladimir Iljič Lenin
Vladimir Iljič Uljanov, (rusky  Владимир Ильич Ульянов; 10. dubnajul./ 22. dubna 1870greg., Simbirsk – 21. ledna 1924 Gorki) který přijal přezdívku Lenin (Ле́нин), byl komunistický politik a revolucionář, filozof, vůdce bolševické strany, první předseda vlády sovětského Ruska (1917–1922) a posléze Sovětského svazu (1922–1924). Byl teoretikem leninismu, který definoval jako adaptaci marxismu v období imperialismu.
Stál v čele Říjnové revoluce roku 1917 v Rusku, poté byl do roku 1923 de facto nejvyšším představitelem Sovětského svazu, za jehož zakladatele je všeobecně označován. Inicioval uznání porážky a stažení Ruska z první světové války brestlitevským mírem a vedl zemi do občanské války, která si vyžádala 7–12 milionů obětí, především z řad civilního obyvatelstva.

## Pseudonym
Uljanov kromě vlastního jména používal více různých pseudonymů, například iniciály V. U., Petrov nebo Jacob Richter. Některé své spisy publikoval pod pseudonymem Nikolaj Nikolajevič Lenin. Jméno je snad odvozené od sibiřské řeky Leny, ale existuje o tom více teorií a on sám nikdy neprozradil, proč si je vybral.
Pseudonymem Lenin se podepsal v soukromém dopise Plechanovovi v roce 1901, definitivně se pro něj zřejmě rozhodl až v červnu 1902, kdy opouští ostatní dříve osvojená jména. Pseudonym používal ve spojení s křestním jménem, pod jménem Vladimír Iljič Lenin publikoval i své spisy.

## Životopis

### Dětství a dospívání

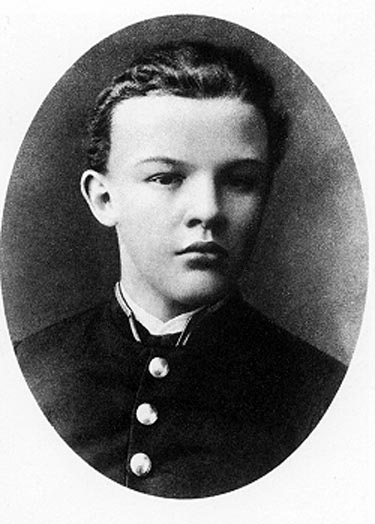
Vladimir Uljanov (Lenin) – snímek pravděpodobně z roku 1887

Lenin se narodil v ruském Simbirsku (dnešním Uljanovsku) jako syn Ilji Nikolajeviče Uljanova (1831–1886), zámožného gymnaziálního ředitele čuvašského původu a později státního rady (byl i povýšen na šlechtice), jenž usiloval o demokratizaci a vzdělání pro veškeré obyvatelstvo Ruska a vykonal mnohé pro vzdělání neruských etnik v oblasti Povolží, a jeho liberální ženy Marie Alexandrovny Blankové (1835–1916).
Jeho dědeček Mojše Ickovič Blank (rusky Мойша Ицкович Бланк), otec jeho matky, byl žid, který konvertoval k pravoslaví. Prababička z otcovy strany byla kalmycko-mongolského původu, babička jeho matky byla Povolžská Němka luteránského vyznání. Sám Lenin byl pokřtěn jako pravoslavný křesťan.
Lenin se pilně vzdělával v latině a řečtině. Do jeho dospívání zasáhly dvě tragédie: roku 1886 mu zemřel otec na mozkovou mrtvici, a následující rok, 8. května 1887, byl popraven jeho starší bratr Alexandr Uljanov za účast při atentátu na cara Alexandra III. Tato událost Lenina radikalizovala a koncem roku 1887 byl po čtyřech měsících studia vyloučen z právnické fakulty univerzity v Kazani pro účast na studentských protestech a vypovězen pod neveřejný policejní dozor do vesnice Kokuškino. Zde se seznámil s Hegelovými díly, díky čemuž získal ponětí o dialektické metodě, což mu pomohlo lépe pochopit teorie Karla Marxe. Práva dostudoval dálkově na univerzitě v Petrohradě a roku 1891 získal povolení vykonávat právnickou profesi.

### Revolucionář

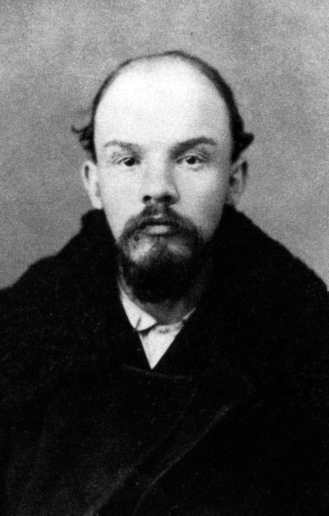
Leninův snímek z prosince 1895

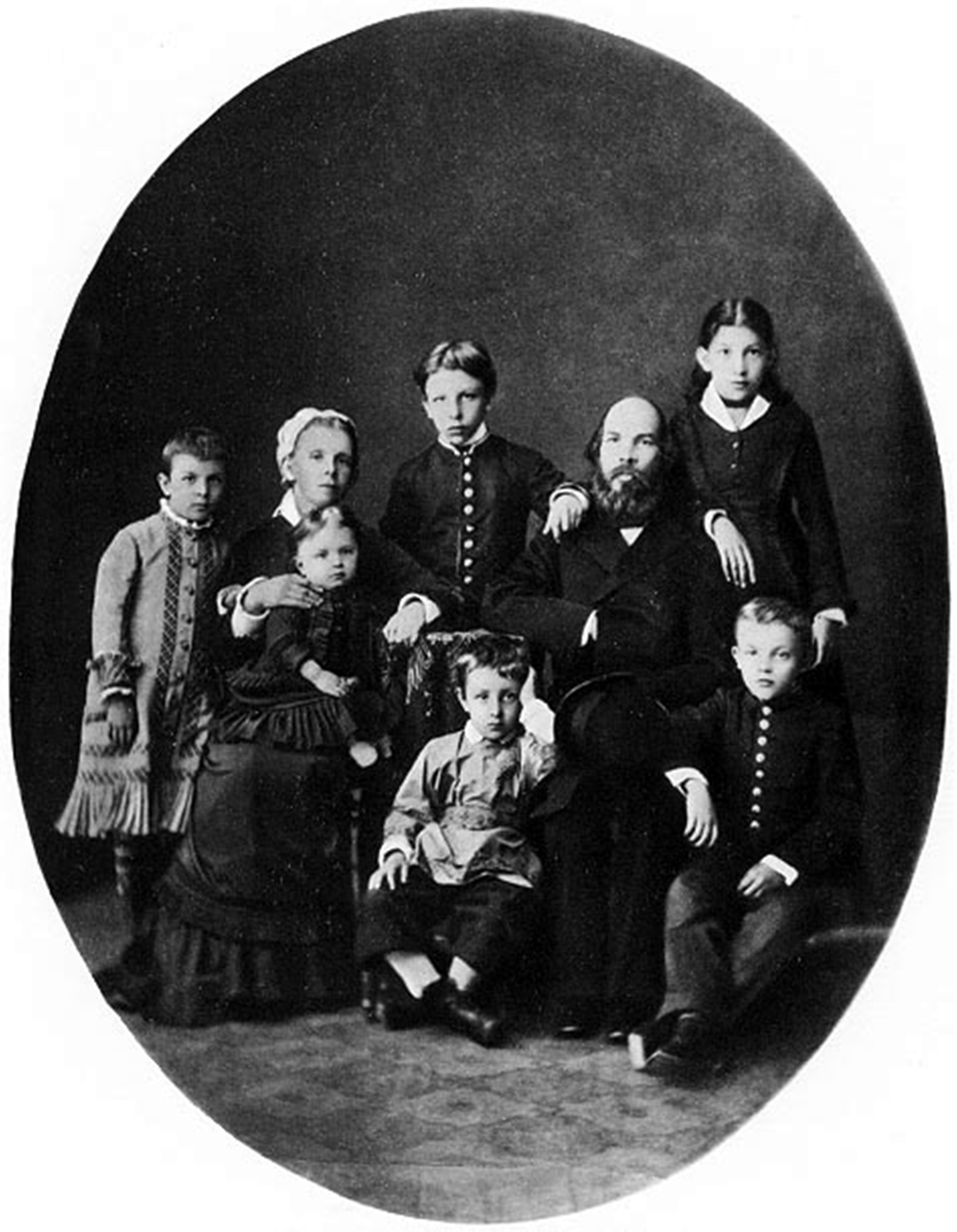
Leninova rodina

Krátce po svém příjezdu do Petrohradu (tehdy Sankt Petersburg) roku 1893 se Vladimir Uljanov místo práce jako právník zapojil do revolučního propagandistického hnutí a zabýval se dále studiem marxismu. Stal se vůdcem petrohradských marxistů a roku 1895 založil levicový „Svaz boje za osvobození dělnické třídy“, první zárodek radikální levicové marxistické strany v Rusku. V prosinci 1895 byl Lenin uvězněn a po 14 měsících poslán na tři roky do vyhnanství na Sibiř, do vesnice Šušenskoje. O rok později za ním přijela do Šušenského i levicová aktivistka Naděžda Krupská, která se v červenci 1898 stala jeho manželkou a setrvala s ním do konce jeho života.
V dubnu 1899 vydal knihu Vývoj kapitalismu v Rusku. Po návratu z vyhnanství roku 1900 odešel Uljanov-Lenin do emigrace. V tomto období vydával levicový časopis Iskra (česky Jiskra) a řadu spisů a knih vztahujících se k revolučnímu hnutí.
Lenin se stal vedoucí postavou extrémně levicového hnutí a byl aktivním členem Sociálně demokratické dělnické strany Ruska (SDRSR). Roku 1903 se po rozchodu s menševiky stal vůdcem bolševické frakce. Roku 1906 byl zvolen do předsednictva SDRSR. Obecně lze říci, že Lenin vedl radikální frakci SDRSR (kterou nazval bolševickou – většinovou) a i v jejím rámci představoval radikála prosazujícího extrémní postoje, pokud šlo o kázeň ve straně.[zdroj?] Již v této době (ač dosud v menšině) opakovaně ignoroval ta rozhodnutí strany, se kterými nesouhlasil. Proti svým odpůrcům bojoval tvrdě a nemilosrdně, většinou bez usmiřování.[zdroj?] Viktor Černov (vůdce eserů) jej označil za člověka „s pravdou v kapse“, s pravdou, kterou musí mít za všech okolností. Roku 1907 se z bezpečnostních důvodů přesunul do Finska. Následně cestoval po Evropě a účastnil se mnoha levicových setkání a aktivit, včetně Zimmerwaldské konference roku 1915, která se konala během jeho pobytu ve Švýcarsku blízko Bernu. Po dlouhou dobu byl sledován carskou tajnou policií i soukromým detektivem, kterého si najali jeho političtí odpůrci.
Ještě před vypuknutím první světové války emigrovala Inessa Armandová z Ruska a usadila se v Paříži. Setkala se zde s Leninem a jinými bolševiky žijícími v exilu. Inessa Armandová se pak stala Leninovou milenkou.
Začátek války zastihl Lenina na tehdy rakouském území, v haličském městečku Poronin mezi Krakovem a Zakopaném. Jako příslušník nepřátelského státu byl 8. srpna 1914 zatčen a 11 dní vězněn. Po intervenci významného sociálního demokrata Viktora Adlera byl propuštěn a směl odjet do neutrálního Švýcarska, kam se dostal koncem srpna. V říjnu 1914 obdržel povolení k pobytu v této zemi.

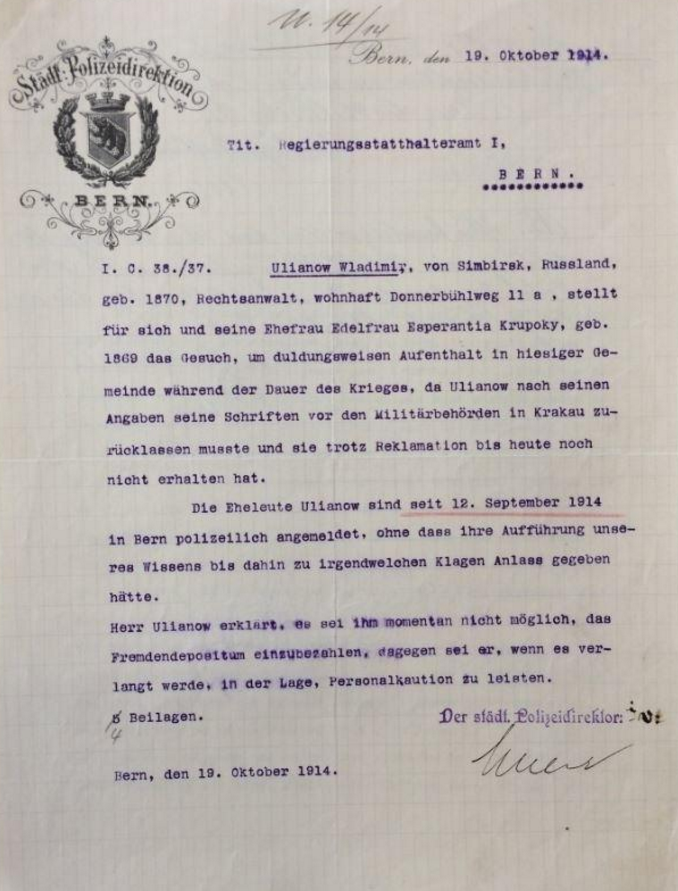
Dopis bernských úřadů obsahující povolení k pobytu pro Vladimira Uljanova a jeho manželku Naděždu Krupskou, říjen 1914

Lenin se ve svém švýcarském exilu, zprvu v Bernu, později v Curychu, snažil získávat finanční podporu pro revoluční činnost svou i svých soudruhů, což se dařilo díky spolubojovníkovi – revolucionářovi Alexandru Lazarevičovi (zvanému též „Helphand“ či „Parvus“). Ten dokonce postupně od roku 1915 získával finanční částky i z Berlína, od ministerstva financí Německé říše. Německo bojovalo na dvou frontách první světové války, na východě proti carskému Rusku a na západě proti státům Dohody. Němci věřili, že pokud padne carský režim, nebudou muset s Ruskem dále válčit, a uvolněné vojáky budou moci přesunout z východní na západní frontu.

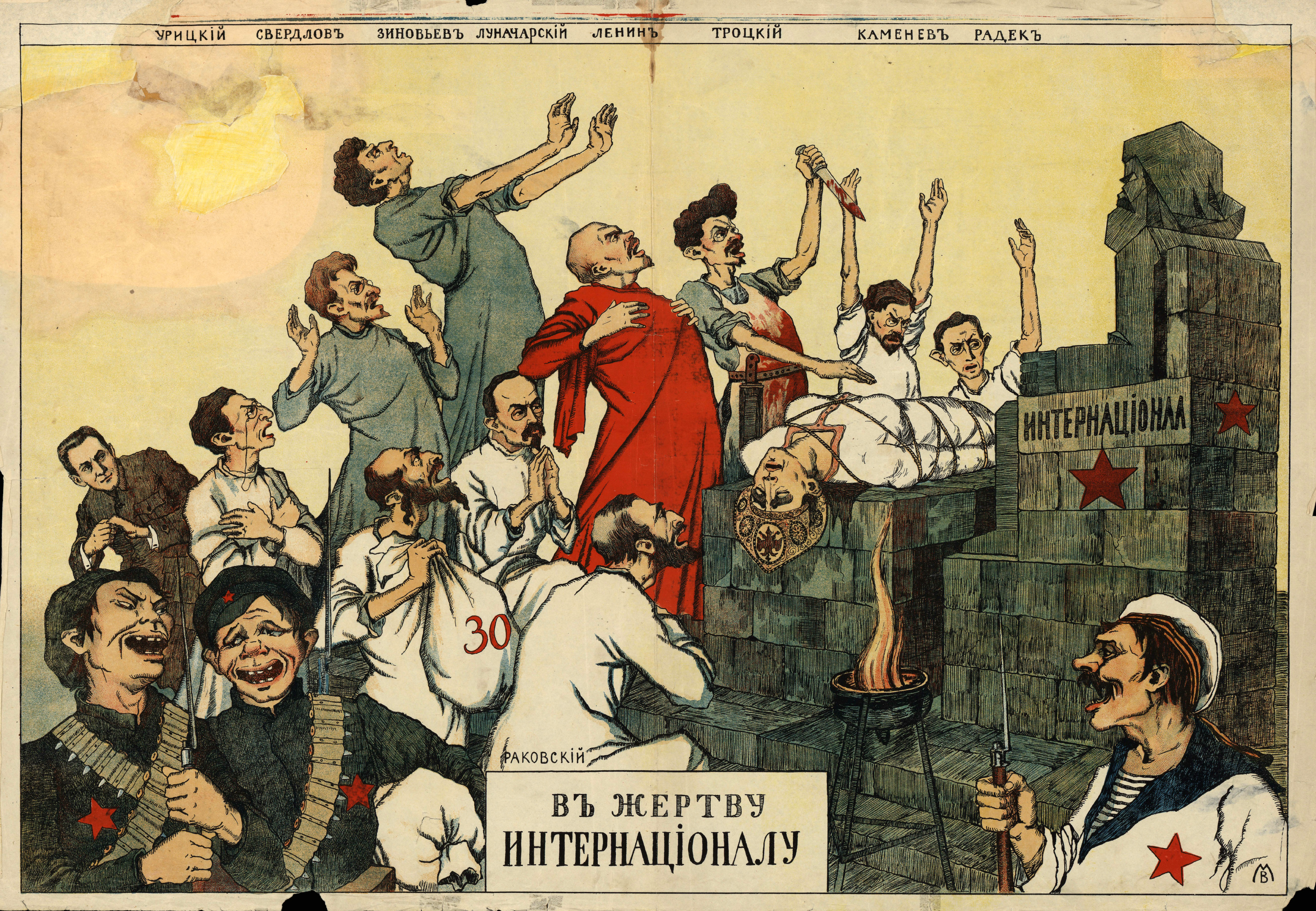
Bělogvardějský antibolševický plakát: Lenin a Trockij uctívají Marxe jako boha pro něhož na oltáři obětují Rusko

Začátkem roku 1917 Lenin přestával věřit, že se dožije porážky carské vlády. Svržení cara Mikuláše II. během únorové revoluce v roce 1917 exilové revolucionáře šokovalo, protože se odehrálo bez nich. Podle Lenina se tehdy moci v Rusku ujala buržoazie. Rozhodl tedy na radu menševika Julije Martova, že se on a další revolucionáři pobývající ve Švýcarsku zkusí vrátit do Ruska a vyvolat tam socialistickou revoluci.
Je známo, že německý vyslanec v Bernu Gisbert von Romberg se od estonského vlastence Alexandra Kesküly již 25. března 1915 dozvěděl o pobytu a aktivitách Lenina a dalších ruských revolucionářů ve Švýcarsku. Romberg s nimi nato navázal kontakt. Po vyjednávání prostřednictvím Romberga byla zajištěna podpora německého říšského ministerstva zahraničí. Dne 9. dubna 1917 vyrazil Lenin – spolu s dalšími 30 revolucionáři a také s Krupskou a Armandovou – ve dvou zvláštních železničních vagonech ze Švýcarska přes Německo, pak dále lodí do Švédska. Posléze se dostal do Finska, které bylo tehdy stále pod ruskou nadvládou, a odtud v přestrojení za topiče parní lokomotivy do Petrohradu. Jeho vagony měly v Německu právo exteritoriality a na německém území je střežili vojáci. Lenin jako příslušník nepřátelského státu byl tedy s vědomím německých úřadů a za německé peníze přepraven ze Švýcarska do Ruska, což ve svém důsledku vedlo k bolševické revoluci, separátnímu míru Ruska s Německem a založení sovětského státu. Podobnou cestou jako Lenin odjelo do Ruska s vědomím německého ministerstva zahraničí celkem 400 ze 600 ruských revolucionářů pobývajících ve Švýcarsku.
Do Petrohradu Lenin dorazil 16. dubna 1917, stal se zde vedoucím představitelem bolševického hnutí a publikoval Dubnové teze. Později dorazil též další revolucionář Lev Davidovič Trockij, stal se Leninovou pravou rukou, ale mezi oběma muži byly často spory ohledně metod boje. V květnu 1917 Lenin vytvořil čtyřčlenné užší vedení strany, známé jako politické byro, ve složení Lenin, Zinovjev, Kameněv a Stalin, který se tak poprvé dostal k moci. Po neúspěšném červencovém dělnickém povstání byl na jeho vůdce vydán zatykač, Kameněv a Trocký byli zatčeni, Lenin uprchl do Finska. Vrátil se v říjnu 1917, využil slabé pozice vlády Alexandra Kerenského a začal intenzivně připravovat revoluci, kterou nakonec pod heslem „Všechnu moc sovětům“ uskutečnil počátkem listopadu. Kvůli datování podle tehdy v Rusku ještě platného juliánského kalendáře je však tato skutečně převratná revoluce zvána Velká říjnová socialistická revoluce. Revoluce dala vznik Sovětskému Rusku (později oficiálně Ruská sovětská federativní socialistická republika, RSFSR). Své představy o vládě vyjádřil Lenin v eseji „Stát a revoluce“ z revolučního roku 1917. V tomto díle se vyslovil pro novou formu vlády založenou na existenci dělnických rad neboli sovětů.
Prvními dekrety sovětské moci byly Dekret o míru, který vyzýval všechny válčící strany k ukončení války, a Dekret o půdě, jenž dával miliónům bezzemků půdu, na které léta pracovali.

### Hlava Ruska a Sovětského svazu

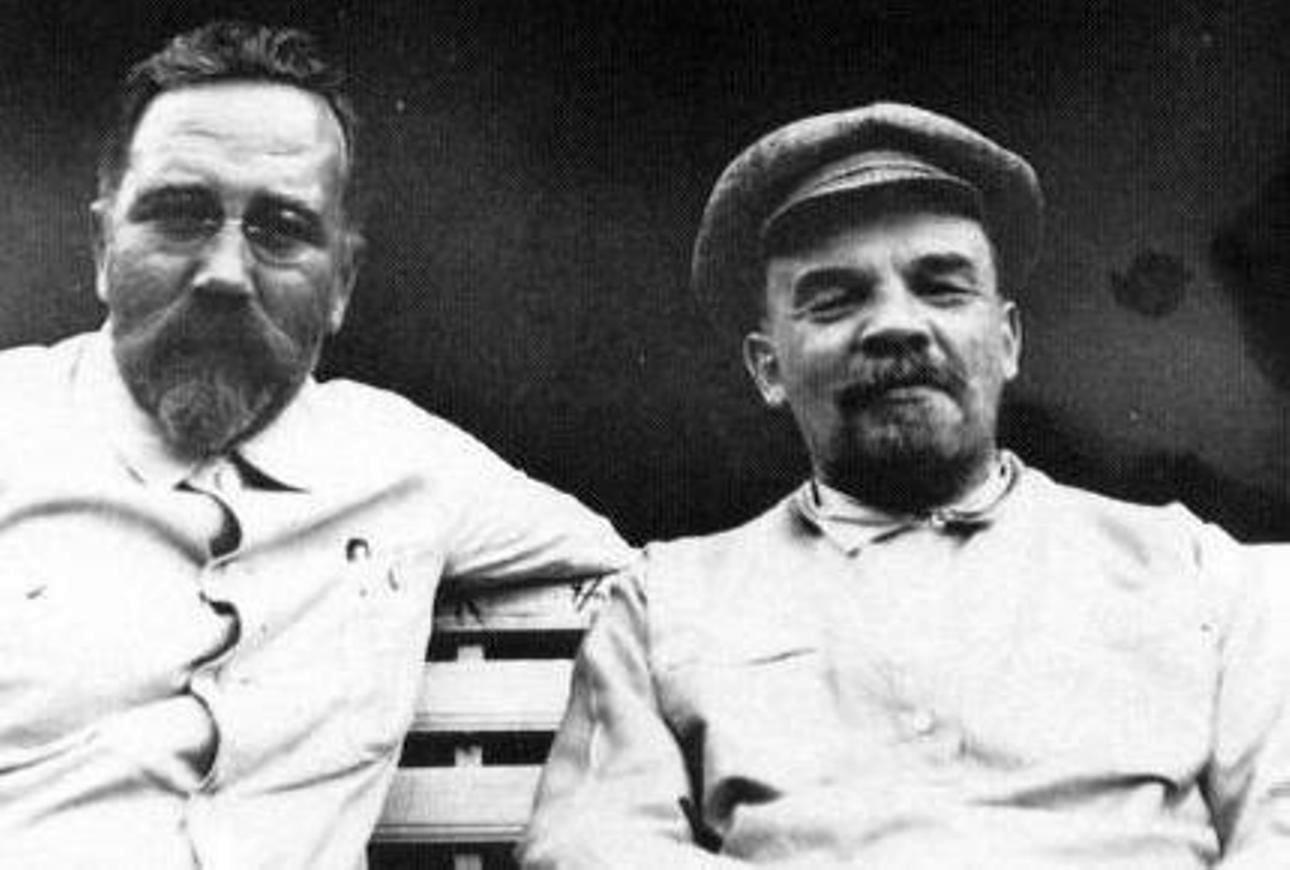
Lenin s Lvem Kameněvem roku 1922

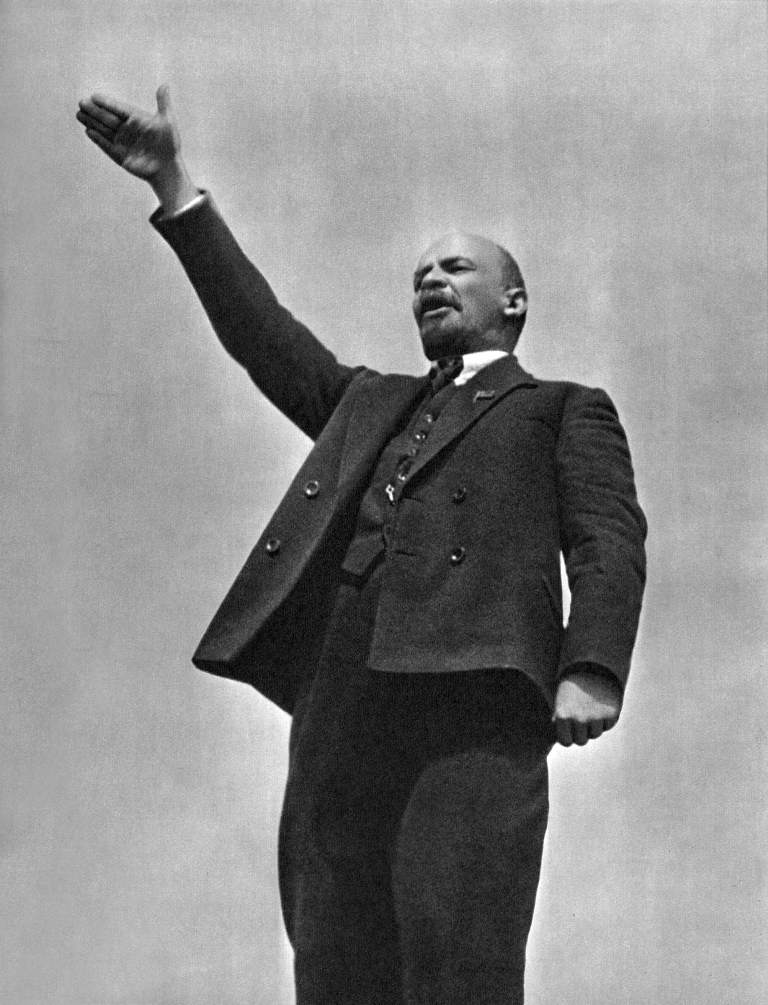
Lenin v roce 1919, foto: Grigorij Petrovič Goldstein

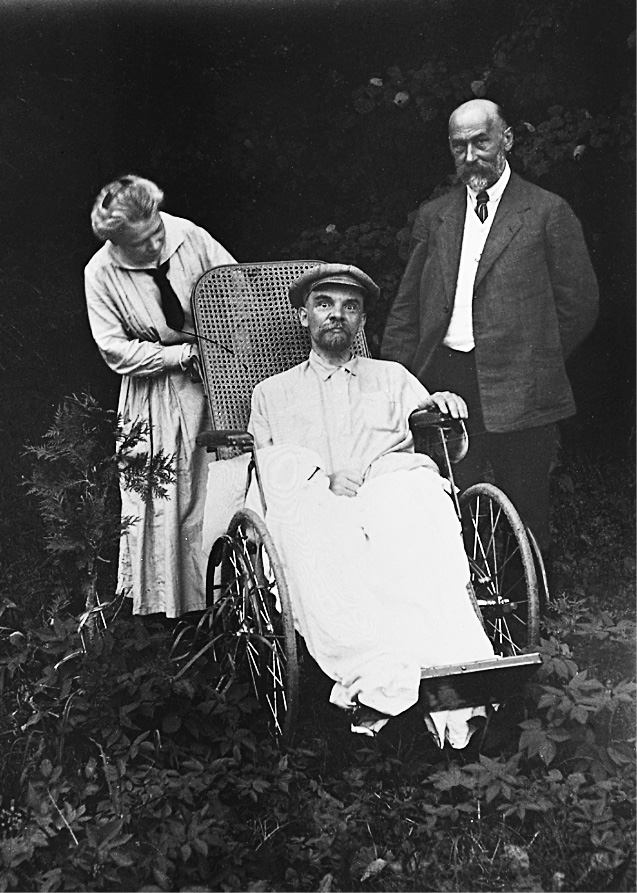
Leninova poslední fotografie, 1923

Dne 8. listopadu 1917 byl Lenin zvolen předsedou Rady lidových komisařů, tedy revoluční ruské vlády. Ve volbách do Ústavodárného shromáždění, které se konaly 25. listopadu 1917, získali bolševici pouze 23,9 % hlasů. Lenin nechal 19. ledna 1918 Ústavodárné shromáždění rozehnat a tím zahájil vládu jedné strany.
Tváří v tvář hrozbě německé invaze usiloval Lenin o podepsání okamžité mírové smlouvy. Jiní bolševičtí vůdci, jako například Nikolaj Bucharin, obhajovali pokračování války jako prostředku podněcujícího revoluci v Německu. Lev Trockij, jenž vedl vyjednávání, obhajoval kompromis v podobě mírové smlouvy pouze v případě nulových územních nároků obou stran. Po kolapsu první fáze vyjednávání zahájilo Německo rozsáhlou invazi na východní frontě, v jejímž důsledku ztratilo Rusko obrovská území. Tím došlo k posílení Leninových pozic v bolševické straně a v březnu 1918 Lenin nařídil svým emisarům přijmout německý návrh na ukončení války (tzv. Brestlitevský mír), aby tak splnil slib, že ukončí válku se zahraničními mocnostmi, a zároveň se mohl soustředit na revoluční změny ve státě a na boj s tzv. kontrarevolucí.
Lenin tehdy začal organizovat teror „jakobínského“ stylu, bez nějž podle jeho názoru a názoru jeho soudruhů revoluce nemohla dospět k žádaným výsledkům. Za tímto účelem byla zintenzívněna činnost Čeky, byl opět zaveden předtím zrušený trest smrti. Lenin dokonce prosadil popravy „nepřátelských elementů“ bez soudu. Obhajoval to takto: „Jestliže nemůžeme zastřelit bělogvardějského sabotéra, jaká je to potom velká revoluce?“ Tímto způsobem bylo naloženo také s celou carskou rodinou – „popraven“ bez soudu byl car, jeho manželka a všech pět dětí, dále osobní lékař rodiny a služebnictvo, které jim zbylo. Neexistuje sice důkaz, že by se tak stalo na základě Leninova přímého rozkazu, ovšem jisté je, že takové řešení podporoval (opakovaně v minulosti navrhoval vyhlazení celého rodu Romanovců) a že bylo v souladu s jeho instrukcemi. Někteří historici[kdo?] poukazují na to, že je nanejvýš nepravděpodobné, že by se někdo opovážil popravit cara a jeho rodinu bez jeho vědomí nebo alespoň předběžného souhlasu.
Téhož roku, dne 30. srpna, byl zastřelen náčelník petrohradské Čeky Mojsej Urickij. Lenin se o této události dozvěděl v Michelsonově továrně, kde měl proslov (jak je důležité bojovat proti československým legionářům). Poté došel k autu, kde ho obklopil hlouček žen. V tu chvíli třeskly tři výstřely. Lenin byl zasažen do klíční kosti a zčásti do plic. Atentátnicí byla členka strany Eserů Fanny Kaplanová. Ta byla 3. září popravena. Její do značné míry úspěšný atentát se stal záminkou k rozpoutání rudého teroru, při kterém bylo popraveno 60 000–200 000 lidí.
Roku 1919 vznikla z Leninovy iniciativy Komunistická internacionála, která měla sloužit k rozšíření revoluce do dalších zemí. Rudá armáda začala podnikat výboje do sousedních zemí a její zprvu úspěšné tažení Polskem dávalo naději na spojení nejen s maďarskou, ale i s německou a francouzskou revolucí. Krátce před bitvou u Varšavy poslal Lenin vzkaz italským komunistům, že je třeba bezodkladně připravit revoluci v Itálii, která by usnadnila Rudé armádě cestu do Itálie a Říma poté, kdy budou sovětizovány Československo, Polsko a Maďarsko. Tyto plány ovšem přišly vniveč poté, kdy byla Rudá armáda v bitvě u Varšavy rozdrcena. Lenin sám tím byl velmi rozhořčen, nicméně bral to pouze jako odklad nevyhnutelného vývoje. Pevně věřil, že co nevyšlo nyní, vyjde později, neboť to byla pro něj vědecky předpovězená nutnost.
V letech 1919 a 1920 byl zlomen odpor donských a dalších kozáckých vojsk. Odhaduje se, že zahynulo nebo bylo deportováno až 500 tisíc donských kozáků a jejich rodinných příslušníků. V roce 1921 nechal Lenin brutálně potlačit vzpouru kronštadtských námořníků a několik rolnických povstání. Poté vydal sérii rozkazů, které zavedly popravy bez soudu jako standardní metodu.[zdroj?] V letech 1921–1922 zasáhlo Tambovskou oblast a další regiony jižně od Moskvy protibolševické lidové povstání ruských rolníků, při kterém zahynulo v důsledku bojů, poprav a internace v koncentračních táborech až 240 000 lidí.
V roce 1922 vydal Lenin směrnice pro boj s církvemi, zejména pak s pravoslavnou církví, v nichž nařídil odstranit cenné věci z kostelů a vyzval přitom k vraždění kněží (z Leninových instrukcí Čece: „Čím větší množství reakcionářských kněží a reakcionářské buržoazie bude v této záležitosti zastřeleno, tím lépe.“) Když se objevily protesty proti popravám a krutému zacházení zejména s dětmi, Lenin poznamenal: „Ať psíčci buržoazní společnosti... poštěkávají a kňourají nad utracením každého nežádoucího štěněte. My kácíme velký starý prales.“
V ekonomické politice prosazoval Lenin plán elektrifikace Ruska, který lze retrospektivně označit za relativně úspěšný. Kvůli katastrofálním následkům první světové války a občanské války v kombinaci s násilnými revolučními opatřeními byly rozvráceny hospodářské struktury carského Ruska. Až do roku 1921 se stupňovalo zbídačení širokých vrstev obyvatelstva včetně městského dělnictva. Nadto v onom roce 1921 postihl oblast Povolží hladomor, který si vyžádal velký počet obětí, podle některých odhadů až 5 milionů. Již předtím, v březnu 1921, nezbylo Leninovi nic jiného, než vyhlásit z tribuny 10. sjezdu Komunistické strany program tzv. Nové ekonomické politiky (NEP). Program zahrnoval především uvolnění dosavadních restrikcí v oblasti zemědělství a ústup od jeho násilné kolektivizace. Dále se týkal obchodu a některých odvětví průmyslu, kde bylo opět pod přísným režimem povoleno drobné až střední soukromé podnikání. Program NEP byl však opuštěn v roce 1929, pět let po Leninově smrti.

### Poslední roky života

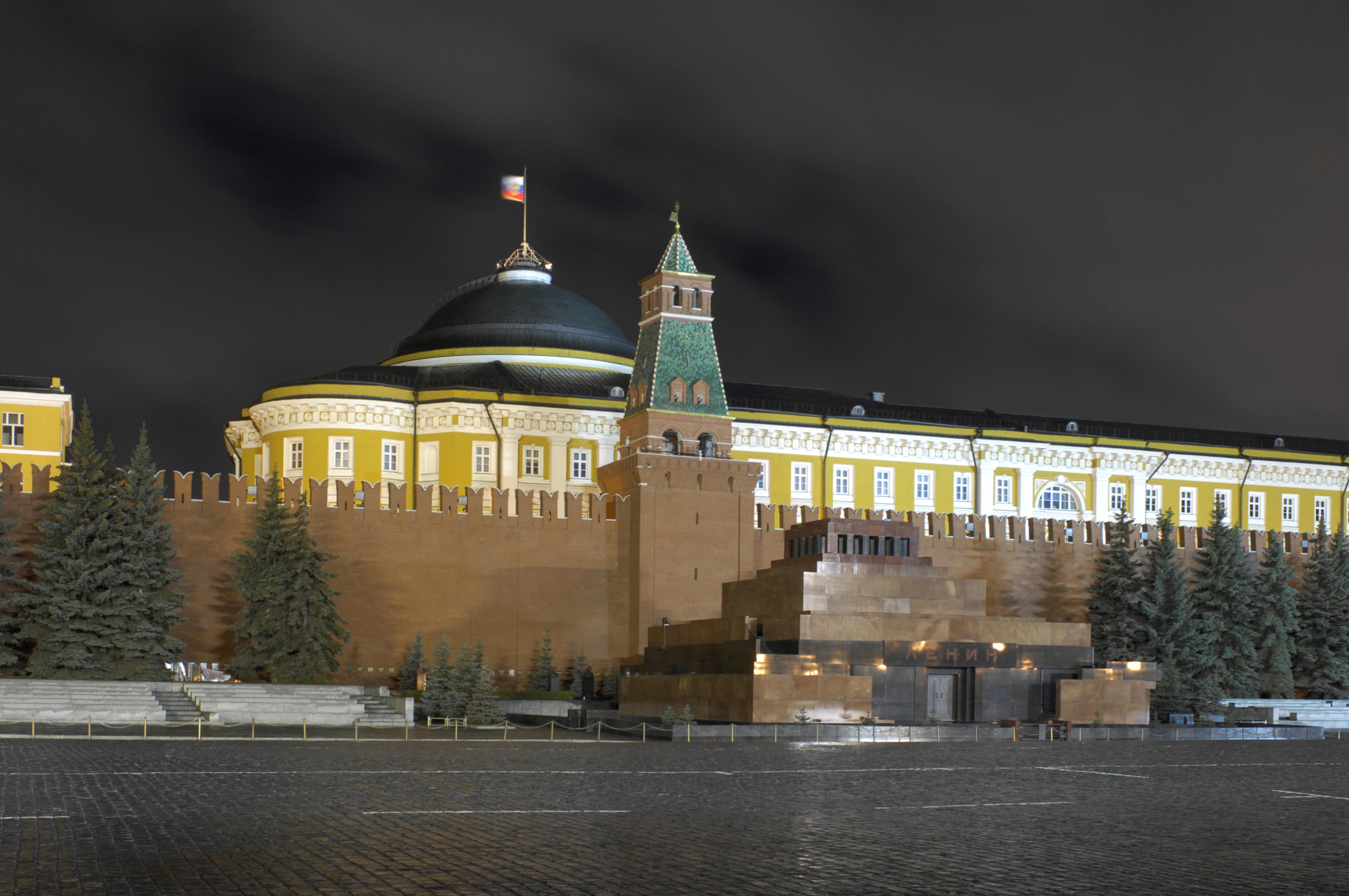
Leninovo mauzoleum s jeho mumií v Moskvě před Kremlem

Dne 26. května 1922 ranila Lenina první mozková mrtvice, jejíž následky podle většiny expertů vedly k jeho smrti na začátku roku 1924 v Gorkém u Moskvy. Podle některých badatelů měl být příčinou jeho smrti syfilis v pokročilém stadiu, tato hypotéza však není nezávisle potvrzena. Někteří historici a badatelé pochybují o tom, že by Lenin vůbec syfilidou trpěl. V pitevní zprávě zmíněna není. Lenin se po utrpěné mrtvici částečně zotavil, ale neustále si stěžoval na nedostatek duševního klidu a jeho psychika byla zřejmě vážně narušena. Přesto nadále zastával (oficiálně i fakticky) vedoucí úlohu ve státě a v bolševické straně, a to až zhruba do prosince 1922, kdy se jeho stav opět zhoršil. Mezi prosincem a březnem roku 1923 sepsal tzv. závěť (Leninův dopis sjezdu), ve které mimo jiné varoval před Stalinem. V březnu jej postihla další mrtvice. Zemřel 21. ledna 1924.
Leninovo tělo bylo nabalzamováno a je vystaveno v Leninově mauzoleu v Moskvě.

## Leninovi nástupci
Po smrti Lenina usilovali tito muži o absolutní moc v Sovětském svazu:
- Josif Vissarionovič Stalin
- Lev Davidovič Trockij
- Grigorij Zinovjev
- Lev Kameněv
- Alexej Rykov
- Nikolaj Bucharin
- Michail Tomskij

Nakonec se prosadil Stalin, který posléze nechal všechny své zde jmenované soupeře po získání moci fyzicky zlikvidovat (viz velká čistka).

## Dílo
V letech 1979-1990 bylo v Nakladatelství Svoboda vydáno 55 svazků všech Leninových spisů: LENIN, V. I. Sebrané spisy. Praha: Svoboda, 1979-1990. Dostupné online.
- Co dělat? (1902) – konkrétní návrhy revoluční organizace a strategie
- Materialismus a empiriokriticismus (1909) – filosofický spis, teorie poznání (gnozeologie), dialektický materialismus; polemika s dobovou filosofií Ernsta Macha
- Imperialismus, nejvyšší stádium kapitalismu (1916) – spis, podle kterého kapitalismus přišel do své závěrečné fáze, ve které vládnou monopoly a finanční kapitál a dochází k rozdělení světa mezi největší kapitalistické země; tuto fázi Lenin nazval imperialismus
- Stát a revoluce (1917) – „marxistické učení o státě a úkolech proletariátu v revoluci“, údajná obrana Marxe a Engelse proti sociálnědemokratickým reformistům (zejména Karl Kautsky)
- Dětská nemoc „levičáctví“ v komunismu (1920) – komunistická strategie, kritika části komunistů, členů Třetí Internacionály